# Grace Notes Records
Grace Notes Records(グレイスノーツレコーズ)はレコード・レーベル。上品で良質な音楽ならジャンルを問わないレコード会社。

## 概要
大手レコード会社から依頼される音楽制作とは別に、自身の周りの才能のあるアーティストを世に送り出そうとレーベルをスタートさせた。
ポップス、R&B、AOR、ジャズ、ブラジル音楽、ニューエイジ、スムースジャズ、ブラックコンテンポラリーなどを中心に原盤制作＆販売している。近年はクラシックやクラシカルクロスオーバーにも力を入れている。

## 沿革
- 1997年　有限会社ウォーターガーデンプロダクションズを桜新町で設立。
- 1998年　自社レーベルGrace Notes Records設立。
- 1999年　第一弾として「ミラクル・ショッピング〜ドン・キホーテのテーマ〜」を制作＆リリース。

## 出版
現在JASRACに音楽出版契約を申請中。

## 主なアーティスト
- 田中マイミ
- 菊池朋貴
- 村本玲奈
- 加々美淳／渡海真知子
- 久家菜々子
- Four Colors（フォー・カラーズ）
- Cross Field（クロス・フィールド）
- 春日クリスティ宏美
- Hatsumi
- 宮野寛子
- 河村留理子
- 野見山正貴
- 田口麻衣
- Uko
- 片山雅稀
- 石原千恵子
- 古長ルイス
- YURIE（深澤友梨恵)
- 恵比寿ゴスペルクワイア（EGC）
- Makiko Fujita（藤田真紀子）
- 下總佐代子
- 高橋里奈
- 石井照美
- Duo A&K
- ‘s Honey（スハニー）